# John Eriksson (slagverkare)
John Eriksson, född 1974 i Piteå och uppvuxen i Hortlax, är en svensk musiker, kompositör och musikproducent. Eriksson är mest känd som medlem i indiebandet Peter Bjorn and John där han spelar trummor och sjunger. 
Eriksson är utbildad på musikgymnasiet i Skellefteå, musiklinjen vid Framnäs folkhögskola och vid Kungliga Musikhögskolan i Stockholm. 1994 bildade han slagverksensemblen Peaux som bestod av en kvartett slagverkare där Eriksson även var kompositör.  
1995 till 1999 spelade han i Sveriges Radios symfoniorkester och var medlem i Kroumata. 
1999 grundade Eriksson, Peter Morén och Björn Yttling trion Peter Bjorn and John. I grunduppställningen spelar Eriksson trummor men han spelar även andra instrument och sjunger på vissa låtar. Han har även medverkat som kompositör och producent på Peter Bjorn and John-album. Parallellt har han medverkat som musiker på andra artisters inspelningar och driver soloprojektet Hortlax Cobra med elektronisk dansmusik. 
2012 var John Eriksson en av grundarna av skivbolaget Ingrid. Hortlax Cobra medverkade med ett spår på den samlingsskiva som blev Ingrids första albumsläpp. 
Som musiker har Eriksson medverkat på inspelningar med artister som Lykke Li, Moneybrother, Marit Bergman och  Shout Out Louds